# ProTV Producciones
ProTV Producciones es una empresa peruana dedicada a la producción de programas televisivos, dirigida por Mariana Ramírez del Villar Chabaneix y Diego Quijano Landaeta.

## Historia
Fue fundada en diciembre de 2003 para producir el programa concurso Habacilar, lanzado en ese mismo mes y año, para la cadena América Televisión en horario estelar. Un año después, en noviembre de 2004, ProTV comienza a producir el magacín de mediodía Lima Limón también para América, conducido por la exmodelo de Habacilar Laura Huarcayo junto a Carlos Alcántara, quien personalmente renunció en vivo, y posteriormente Carlos Vílchez. Este último compitió con Reinas del mediodía que condujo Tula Rodríguez.
En 2007, la productora confirmó una alianza con el conductor de Habacilar Raúl Romero y cambió de nombre a «Target TV». Este acuerdo comercial acabó en diciembre de 2011 con la cancelación tanto de Habacilar como de Lima Limón y la renuncia de Huarcayo y Romero a América Televisión.
En 2012, la empresa vuelve a denominarse ProTV y comienza la producción de Dos para las siete, programa de horario estelar para América Televisión conducido por Johanna San Miguel y Mathías Brivio. En mayo del mismo año, este programa fue reemplazado por Esto es guerra, el cual inicialmente fue presentado como un bloque del programa anterior. También se lanzó un nuevo magazine de mediodía llamado Dos sapos, una reina conducido por Maju Mantilla, Joselito Carrera y Roger del Águila.
En junio de 2013, ProTV inicia la producción de un nuevo magacín, Al aire, presentado por Maju Mantilla y Sofía Franco, también para América Televisión. Este fue producido hasta noviembre de 2016.
En diciembre de 2015, la productora incursiona en el mundo de la ficción con la producción de la telenovela Ven, baila, quinceañera, la cual contó con tres temporadas.
En 2017, el programa inicia la producción del magacín En boca de todos. En 2019, crea una serie spin-off de Ven, baila, quinceañera denominada Los Vílchez para América, la cual contó con dos temporadas.
En abril de 2020, durante cuarentena nacional debido a la pandemia de COVID-19, América Televisión estrena la telenovela Te volveré a encontrar, originalmente grabada en 2017 y producida por ProTV. El programa denota el debut actoral de la modelo y exchica reality Alondra García Miró.
En agosto de 2023, ProTV respondió a un escándalo entorno a la emisión del programa Emprendedor ponte las pilas, en el cual expuso a menores de edad vestidas en ropa interior bajo el mensaje de «lencerías para niñas». El público se indignó luego de alertar el peligro de exposición de menores semidesnudas por televisión abierta. El programa fue cancelado días después, a pesar de haberse planificado un nuevo episodio del programa para su emisión en diferido.
En 2024, América estrenó la telenovela cómica Súper Ada, protagonizada por Maricarmen Marín y Pablo Heredia y el programa publicitario Consume Perú con el mismo formato de Emprendedor. Ambas producciones estuvieron a cargo de ProTV.
En 2025, América Televisión anunció que la nueva producción Brujas, grabada entre 2021 y 2022, será distribuida en exclusiva por la plataforma Vix de forma temporal. Es la primera producción de la emisora que tendría distribución en una plataforma de streaming extranjera antes que en su país de origen.

## Producciones
| Año           | Nombre                       | Tipo                        | Descripción | Ref.          |  |
| ------------- | ---------------------------- | --------------------------- | --- | ------------- |  |
| 2003-2011     | Habacilar                    | Programa de entretenimiento | Espacio debut de ProTV Producciones, programa de entretenimiento de corte juvenil que estuvo centrado en concursos, juegos de destreza, conocimiento y talento cuyos participantes son llamados «académicos». | [ 12 ]        |  |
| 2004-2011     | Lima limón                   | Programa de entretenimiento | Magazine transmitido al medio día, cuyo contenido estuvo basado en entrevistas y farándula. | [ 13 ]        |  |
| 2011          | Very Verano                  | Programa concurso           | Programa de concursos juvenil conducido por Erick Elera y Nataniel Sánchez que reemplazó a la temporada de verano a Habacilar. |               |  |
| 2011          | Canta si puedes              | Programa concurso           | Programa de entretenimiento sano que ponía en juego las habilidades de canto de los participantes ante retos extremos. |               |  |
| 2011          | Amigos y rivales             | Reality show                | Programa de competencias. |               |  |
| 2012          | Dos para las siete           | Reality show                | Programa de competencias. Predecesor de Esto es guerra. |               |  |
| 2012-2013     | Dos sapos, una reina         | Programa de entretemimiento | Magazine transmitido al mediodía. | [ 14 ] [ 15 ] |  |
| 2012-presente | Esto es guerra               | Programa de entretenimiento | Programa juvenil de entretenimiento en donde dos equipos, conformados, inicialmente, por hombres y mujeres, compiten en diversas pruebas de destreza física. |               |  |
| 2013-2016     | Al aire                      | Programa de entretenimiento | Magazine transmitido al mediodía. |               |  |
| 2014-2015     | Versus de colegios           | Programa concurso           | Estudiantes de quinto de secundaria participan en diferentes juegos con el objetivo de obtener un viaje de promoción. |               |  |
| 2015          | Esto es guerra Teens         | Programa de entretenimiento | Dos equipos mixtos, «Leones» y «Cobras», los cuales están integrados por un grupo de adolescentes aspirantes con ayuda de integrantes mayores que luchan en distintos tipos de pruebas para consagrarse campeones. Además se busca luchar por ser los «guerreros master» de la temporada y así poder ser parte de la temporada de invierno del programa principal. |               |  |
| 2015-2018     | Ven, baila, quinceañera      | Teleserie                   | Tres adolescentes de clases sociales diferentes competirán en un conocido programa de televisión. Cada una con la intención de convertirse en la mejor bailarina juvenil y obtener de esta manera la tan anhelada fiesta de quince años | [ 16 ]        |  |
| 2015          | Versus espectacular          | Programa de entretenimiento | Reality juvenil. |               |  |
| 2015-2016     | Sueña quinceañera            | Programa concurso           | Programa que buscaba premiar a la ganadora con una fiesta de quince años. El programa estuvo conducido por Karen Schwarz y Pablo Heredia. |               |  |
| 2016          | Amigos y rivales VBQ         | Programa concurso           | Programa de baile y variedad cuyo premio es la fiesta de 15 años.donde las concursantes de 14 y 15 años forman un equipo de tres junto a un artista y un niño. Un equipo será eliminado cada gala. Conducido por Karen Schwarz y Yaco Eskenazi |               |  |
| 2017-2022     | En boca de todos             | Programa de entretenimiento | Magazine transmitido al medio día. |               |  |
| 2019-2023     | Emprendedor, ponte las pilas | Programa publicitario       | Un programa sobre emprendimientos de salud, moda, belleza, comida y más. En 2023 generó controversia por emitir y exponer menores de edad en ropa interior para una marca de lencería, siendo cancelado. Fue conducido por Brenda Carvalho, Juan Carlos Orderique, Tula Rodríguez, Joselito Carrera y Angie Arizaga.                                               | [ 17 ]        |  |
| 2019-2020     | Los Vílchez                  | Teleserie                   | Spin-off de Ven, baila, quinceañera, donde se explica que pasó después de la tercera temporada de la serie y las aventuras futuras de la Familia Vílchez. | [ 18 ] [ 19 ] |  |
| 2020          | Te volveré a encontrar       | Telenovela                  | Novela centrada en Lucy, una mujer que fue secuestrada cuando era bebé, decide buscar a la familia de la mujer que la cuidó desde pequeña. | [ 20 ]        |  |
| 2020-2025     | Princesas                    | Telenovela                  | Adaptación contemporánea de la historia de 4 Princesas de los Hermanos Grimm: Blancanieves, Bella, Cenicienta y Rapunzel. | [ 21 ]        |  |
| 2020-2025     | Brujas                       | Telenovela                  | Secuela de Princesas. |               |  |
| 2021-2022     | Junta de vecinos             | Teleserie                   | Con la participación especial de la actrices internacionales Cynthia Klitbo y Bárbara Torres. |               |  |
| 2021          | Bicentenario                 | Docuserie                   | Programa de reportajes y entrevistas a cien personas por el bicentenario de independencia del país peruano. Conducido por Bárbara Galleti. | [ 22 ]        |  |
| 2022          | Esto es Habacilar            | Programa concurso           | Un spin-off del programa Habacilar con la conducción de Johanna San Miguel y Roger del Águila por haber rechazado Raúl Romero volver, cuenta con la mayoría del elenco original, más la participación de los concursantes del reality Esto es guerra como modelos, apoyo en los juegos y secuencias.                                                               |               |  |
| 2023-presente | Mande quien mande            | Programa de Entretenimiento | Magazine transmitido cerca de las dos de la tarde. |               |  |
| 2024          | Brujas                       | Telenovela                  | Adaptación contemporánea de la historia de 4 rincesas de los Hermanos Grimm: Blancanieves, Bella, Cenicienta y Rapunzel. Dando un giro inesperado a estos cuentos de hadas. |               |  |
| 2024          | Consume Perú                 | Programa pubicitario        | Un programa sobre emprendimientos de salud, moda, belleza, comida y más. Reemplazó a Emprendedor, pónte las pilas Es conducido por Carloncho, Alejandra Baigorria, Pamela Franco y Sandro Mozante. |               |  |
| 2024          | Súper Ada                    | Telenovela                  | La historia de Ada, una madre soltera que se enamora a primera vista de Leonardo, un creador publicitario, además de enfrentarse con sus enemigas: Macarena y la Bárbara. Está protagonizada por Maricarmen Marín y Pablo Heredia. |               |  |